# NGC 4009
NGC 4009 est une étoile située dans la constellation du Lion. L'astronome irlando-danois John Dreyer a enregistré la position de cette étoile 26 avril 1878.
Selon la base de données Simbad, qui contient par ailleurs plusieurs erreurs d'identification, NGC 4009 est la galaxie LEDA 37677. Toutes les autres sources consultées indiquent qu'il s'agit d'une étoile.

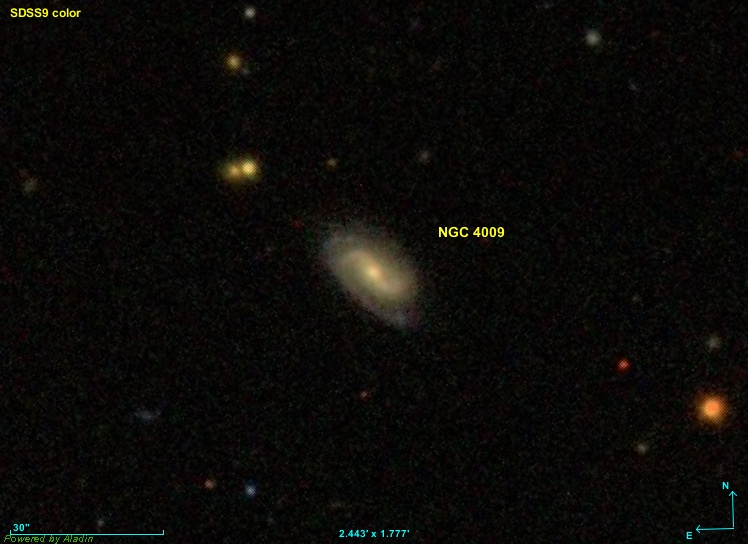
NGC 4009, la galaxie LEDA 37677 selon Simbad.